# Serrat del Moro (Navès)
|  | Aquest article tracta sobre una serra de Navès. Vegeu-ne altres significats a «Serrat del Moro». |

El Serrat del Moro és una serra situada al municipi de Navès (Solsonès), amb una elevació màxima de 621,9 metres.
La serra transcorre direcció sud-oest nord-es; neix a tocar de la rasa de la Guingueta al sud-oest, a tocar de les cases de la Guingueta i de El Pla d'Abella. Durant el seu recorregut i ubiquem més al nord la casa de cal Governador i Cal Busana, i més al sud cal Passavant, abans de i finalitzar a la plana de Duocastella, prop de les cases de cal Llena i Duocastella, amb l'ermita de Sant Pere.